# Orden Civil de Alfonso X el Sabio
La Orden Civil de Alfonso X el Sabio es una orden civil española, cuya primera regulación se estableció por Decreto de 11 de abril de 1939, con la finalidad de premiar los méritos contraídos en los campos de la educación, la ciencia, la cultura, la docencia y la investigación. Su funcionamiento ha ido evolucionando con la propia historia de España, según las normas de los decretos de 26 de enero de 1944, 14 de abril de 1945, 11 de agosto de 1953 y 10 de agosto de 1955.
En el real decreto 954/1988, de 2 de septiembre, se establece la actual regulación de esta Orden, cuyo precedente es la Orden Civil de Alfonso XII, con la que se refunde, adaptando las normas a las condiciones sociales del tiempo presente y a los principios democráticos en que se inspira el ordenamiento jurídico español.
La nueva regulación tiene como innovación más significativa la unificación de determinadas categorías que comportan una discriminación por razón de sexo, y suprime, por ello, las distinciones específicamente femeninas que se venían otorgando.

## Finalidad
La Orden Civil de Alfonso X El Sabio se destina a premiar a las personas físicas y jurídicas y a las entidades tanto españolas como extranjeras que se hayan distinguido por los méritos contraídos en los campos de la educación, la ciencia, la cultura, la docencia y la investigación o que hayan prestado servicios destacados en cualquiera de ellos en España o en el ámbito internacional.[cita requerida]

## Grados
Comprende los siguientes grados o categorías:
- Para personas físicas: 
  - Collar. Solo es otorgado a jefes de Estado o de Gobierno, presidentes de las Altas Instituciones del Estado y presidentes de Organizaciones Internacionales. Lleva anejo el tratamiento de Excelentísimo Señor o Excelentísima Señora.
  - Gran Cruz. Únicamente se otorga a personas físicas españolas o extranjeras que hayan contribuido en grado extraordinario al desarrollo de la educación, la ciencia, la cultura, la docencia o la investigación, siempre que sea patente el nivel excepcional de sus méritos. Lleva anejo el tratamiento de Excelentísimo Señor o Excelentísima Señora.
  - Encomienda con Placa. Lleva anejo el tratamiento de Ilustrísimo Señor o Ilustrísima Señora.
  - Encomienda.
  - Lazo (para Damas), 1955-1988.
  - Cruz.
  - Medalla, 1939-1988.
- Para corporaciones, instituciones, personas jurídicas, organismos o entidades públicas o privadas: 
  - Corbata.
  - Placa de Honor.

Las categorías de la orden son concedidas en atención a los méritos de los candidatos en los campos específicos de la misma. Las categorías de collar, gran cruz, encomienda con placa y corbata tienen carácter restringido, y no pueden exceder su número de 6, 500, 700 y 350, respectivamente.
| Insignias |                                  |            |      |         |
|           |                                  |            |      |         |
| Collar    | Gran-Cruz y Encomienda con Placa | Encomienda | Cruz | Medalla |

| Pasadores          |                     |
| Collar y Gran-Cruz | Resto de Categorías |

## Organización
El Gran Maestre de la Orden es el rey de España, en cuyo nombre se otorgan las distintas categorías de la misma, y a quien por derecho le corresponde ostentar el Collar. El Gran Canciller de la Orden es el titular del Ministerio de Educación, Política Social y Deporte de España, y el Canciller de la misma es el Subsecretario del Departamento del mismo Ministerio.
Como órgano de asesoramiento y participación existe un Consejo compuesto por un Presidente (el Subsecretario del Departamento y Canciller), varios vocales (dos miembros de cada una de las categorías de Gran Cruz, Encomienda con Placa, Encomienda y Cruz, libremente designados por el ministro de Educación, Política Social y Deporte; y ocho vocales suplentes) y un secretario (el Oficial Mayor del Ministerio de Educación, Política Social y Deporte).
La tramitación de todos los asuntos relativos a la Orden Civil de Alfonso X El Sabio corresponde a la Oficialía Mayor, unidad administrativa que tiene las competencias relativas al protocolo y Cancillería de las órdenes y condecoraciones del departamento de Educación.

## Concesión de honores
El ingreso en la orden de Alfonso X El Sabio tiene lugar:
- Por iniciativa o decisión del Ministro de Educación, Cultura y Deporte.
- A propuesta de los Órganos de las Administraciones Públicas españolas, de entidades, centros docentes y autoridades o personas individuales.

Las propuestas para ingreso en la Orden Civil de Alfonso X El Sabio se remiten a la Cancillería de la misma y deben contener los siguientes extremos:
- Circunstancias personales y domicilio del propuesto.
- Curriculum vitae en el que necesariamente han de constar cuantos datos se refieran a la actividad del interesado.
- Méritos en que se fundamenta la propuesta.
- Datos personales y profesionales y firma del proponente.

La concesión del Collar, la Gran Cruz y la Corbata se efectuara por Real Decreto, a propuesta del Ministro de Educación y Ciencia. Las restantes categorías se concederán por Orden del Ministro de Educación y Ciencia (España).

## Efectos protocolarios
La pertenencia a esta Orden implica una serie de tratamientos protocolarios:
- Las personalidades distinguidas con el Collar y la Gran Cruz de la Orden de Alfonso X El Sabio tienen tratamiento de Excelentísimo Señor o Señora.
- La Encomienda con Placa supone para sus poseedores el tratamiento de Ilustrísimo Señor o Señora.
- Las personas condecoradas con la Gran Cruz, Encomienda con Placa, Encomienda y Cruz, y las entidades distinguidas con las categorías de Corbata y Placa de honor, han de remitir cada cinco años a la Oficialía Mayor escrito con actualización de sus datos personales y profesionales, a efectos de su constancia en el registro de la Cancillería de la Orden.[cita requerida]

## Miembros de la orden
- Condecorados con la Orden de Alfonso X el Sabio

## Desposesión de distinciones
El agraciado con cualesquiera de las categorías que haya sido sentenciado por la comisión de un delito doloso o pública y notoriamente haya incurrido en actos contrario a las razones determinantes de la concesión de la distinción podrá, en virtud de expediente iniciado de oficio o por denuncia motivada y con intervención del Fiscal de la Real Orden, ser desposeído del título correspondiente a la distinción concedida, decisión que corresponde a quien la otorgó.[cita requerida]